# Elenite
Elenite, bułg. Елените – miejscowość wypoczynkowa w Bułgarii, położona nad Morzem Czarnym na południowych stokach Starej Płaniny, w gminie Nesebyr. Znajduje się w odległości 7 km od Słonecznego Brzegu, 45 km od Burgas oraz 85 km od Warny. 
W skład kompleksu wchodzi wiele domków wypoczynkowych oraz kilka hoteli, wśród nich również o standardzie 4 gwiazdek.